# Nordsjælland
Nordsjælland er den almindelige betegnelse for det nordøstlige Sjælland, mens Nordvestsjælland og København normalt ikke betragtes som en del af Nordsjælland.
Danmarks Statistik opererer med et Nordsjælland, betegnet som Landsdel Nordsjælland, der består af følgende kommuner:
- Allerød Kommune
- Egedal Kommune
- Fredensborg Kommune
- Frederikssund Kommune
- Furesø Kommune
- Gribskov Kommune
- Halsnæs Kommune
- Helsingør Kommune
- Hillerød Kommune
- Hørsholm Kommune
- Rudersdal Kommune

Indtil 1. januar 2007 var dette Nordsjælland administrativt delt mellem Frederiksborg Amt og tilstødende kommuner (Ledøje-Smørum, Værløse og Søllerød) i Københavns Amt. De nuværende Egedal, Furesø og Rudersdal kommuner indeholder områder fra både Frederiksborg Amt og Københavns Amt. Resten af Nordsjælland inklusive den nordlige del af Hornsherred hørte til Frederiksborg Amt.
Den generelle afgrænsning af Nordsjælland har tidligere været synonymt med Frederiksborg Amt. Efter amterne blev nedlagt og kommunegrænserne blev tegnet om ved Strukturreformen i 2007 har afgrænsningen af Nordsjælland mod syd været klart defineret som Egedal Kommune, Frederikssund Kommune, Furesø Kommune og Rudersdal Kommune. 
De tre største byer i Nordsjælland er Hørsholm, Helsingør og Hillerød, opstillet efter størrelse.
Nordsjællands kyststrækning er angiveligt et særligt tiltrækkende område for turister på grund af mulighederne for naturoplevelser, med strande og skove, som strækker sig fra Hundested til Helsingør. Mellem Hornbæk og Ålsgårde ligger flere bunkere fra besættelsen, mens en række andre bunkere på nordkysten er blevet fjernet.